# Оксеншерна, Густав
Густав Габриельссон Оксеншерна (швед. Gustaf Gabrielsson Oxenstierna; 29 августа 1613 — 31 мая 1648) — шведский администратор, член риксрода и губернатор Эстляндии.

## Биография
Родился 29 августа 1613 года в семье члена риксрода Габриеля Оксеншерны, приходившегося младшим братом шведскому канцлеру Акселю Оксеншерне, и Мерты Бельке.
Служебную карьеру начал в возрасте 26 лет в качестве ландсхёвдинга Вестманланда. В 1642 году его перевели в Ревель на пост губернатора Эстляндии. После трёх лет управления этой балтийской провинцией, в которой он развил бурную деятельность, Оксеншерна в 1645 году отозвали в город Стокгольм и предоставили место в риксроде и звание королевского советника.
В 1646 году Оксеншерну назначили херадсхёвдингом финских херадов Стура- и Лилла-Саволакс.
Умер 31 мая 1648 года. С 1643 года был женат на дочери фельдмаршала Якоба Делагарди — Марии Софии (1627—1694).